# Thomas Schnauz
Thomas Schnauz (New Jersey, 2 dicembre 1966) è un regista, sceneggiatore e produttore televisivo statunitense.

## Carriera
Ha collaborato ad alcune importanti serie televisive, tra cui Breaking Bad, Reaper, X-Files e The Lone Gunmen.
Ha vinto due Writers Guild of America Awards nel 2012 e nel 2013 per il suo lavoro di autore nella serie TV Breaking Bad. Ha lavorato anche come co-sceneggiatore nel 2008 per i film Otis e Infected.
Schnauz ha preso anche parte alle serie televisive Breaking Bad e il suo spin-off Better Call Saul come regista e sceneggiatore di alcuni episodi.

## Vita privata
Schnauz si è laureato nel 1988 alla Tisch School of Arts di New York, dove tra l'altro ha incontrato per la prima volta Vince Gilligan.

## Filmografia

### Sceneggiatore
- The Lone Gunmen - serie TV, 2 episodi (2001)
- X-Files - serie TV, 2 episodi (2001-2002)
- Night Stalker - serie TV, episodio 1x02 (2005)
- Reaper - In missione per il Diavolo (Reaper) - serie TV, 4 episodi (2007-2009)
- Breaking Bad - serie TV, 7 episodi (2010-2013)
- Resurrection - serie TV, episodio 1x02 (2014)
- L'uomo nell'alto castello (The Man in the High Castle) - serie TV, 2 episodi (2015)
- Better Call Saul - serie TV, 13 episodi (2015-2022)

### Regista
- Breaking Bad - serie TV, episodio 5x07 (2012)
- Better Call Saul - serie TV, 7 episodi (2015-2022)

### Produttore
- Reaper - In missione per il Diavolo (Reaper) - serie TV, 31 episodi (2007-2009) - Co-produttore
- Breaking Bad - serie TV, 42 episodi (2010-2013) - Produttore supervisivo e co-produttore esecutivo
- Resurrection - serie TV, 8 episodi (2014) - Co-produttore esecutivo
- Better Call Saul - serie TV, 63 episodi (2015-2022) - Produttore esecutivo